# Сапега, Юрий Николаевич
Юрий Николаевич Сапега (1 января 1965, Гродно — 29 сентября 2005, Москва) — советский и российский волейболист, тренер и спортивный менеджер. Заслуженный мастер спорта (2003) и заслуженный тренер России (2000). Брат волейболиста Александра Сапеги.

## Биография
Юрий Сапега родился и начинал играть в волейбол в городе Гродно. В 16-летнем возрасте был приглашён в ЦСКА, повторив спортивный путь своего старшего брата Александра, многократного чемпиона СССР и 2-кратного чемпиона Европы по волейболу. В 1991 году окончил Смоленский государственный институт физической культуры.
В 1984—1985 годах выступал в составе молодёжной сборной СССР, выигравшей под руководством Владимира Кондры первенства Европы и мира. С 1986 по 1991 год играл в национальной сборной СССР, стал победителем Игр доброй воли-1986, Олимпийских игр в Сеуле-1988, дважды призёром чемпионатов мира и чемпионом Европы 1991 года.
С 1991 года на протяжении трёх сезонов выступал в Италии в команде из Падуи, а сразу после завершения игровой карьеры перешёл на должность главного тренера «Падовы». В 1998 году вернулся в Россию.
В 1999 году Юрий Сапега вошёл в тренерский штаб мужской сборной России. Он являлся главным инициатором технического переоснащения сборной, использования новейших статистических баз данных. Под руководством Геннадия Шипулина, Владимира Кондры и Юрия Сапеги сборная России в 1999 году впервые в своей истории стала финалистом чемпионата Европы и победителем Кубка мира, а в 2000 году — серебряным призёром Олимпийских игр в Сиднее. В декабре 2000 года Юрию Сапеге было присвоено звание заслуженного тренера России.
С 2001 года он исполнял обязанности генерального менеджера сборной, в 2004 году был главным тренером второй сборной России в розыгрыше Евролиги. В сезоне-2003/04 возглавлял московское «Динамо», которое привёл к серебряным медалям Кубка и чемпионата России.
С 2004 года работал генеральным менеджером Всероссийской федерации волейбола. Он озвучивал идею создания профессиональной лиги и строительства специализированных тренировочных центров, реорганизовал систему проведения всероссийских соревнований, стремился к тому, чтобы волейбол в России стал коммерчески привлекательным видом спорта.
29 сентября 2005 года Юрий Николаевич Сапега скоропостижно скончался в Москве от сердечного приступа. Похоронен в Москве на Митинском кладбище. В 1990 году на том же кладбище был похоронен его брат.
С 2006 года поочерёдно в Москве и Падуе проходят Мемориалы Юрия Сапеги с участием ветеранов сборных СССР и Италии. В Гродно разыгрывается международный юношеский турнир памяти Юрия Сапеги и его брата Александра, трагически погибшего в 1990 году. Именем Юрия Сапеги назван спортивно-оздоровительный комплекс «Волей Град» в селе Витязево Краснодарского края.

## Достижения

### Со сборными
- Чемпион Европы (1984) и мира (1985) среди молодёжных команд.
- Серебряный призёр XXIV Олимпийских игр в Сеуле (1988).
- Победитель Игр доброй воли (1986), серебряный призёр Игр доброй воли (1990).
- Серебряный призёр чемпионата мира (1990), бронзовый призёр чемпионата мира (1986).
- Чемпион Европы (1991).
- Бронзовый призёр Мировой лиги (1991).

### С клубами
- 7-кратный чемпион СССР (1984/85—1990/91), бронзовый призёр (1983/84).
- 3-кратный обладатель Кубка СССР (1982, 1984, 1985).
- 5-кратный обладатель Кубка европейских чемпионов (1982/83, 1985/86—1988/89, 1990/91).
- Обладатель Кубка Европейской конфедерации волейбола (1993/94).
- Серебряный призёр клубного чемпионата мира (1989).